# Хажнімахі
Хажнімахі (рос. Хажнимахи) — село Акушинського району, Дагестану Росії. Входить до складу муніципального утворення Сільрада Дубрімахінська.
Населення — 143 (2010).

## Населення
За даними перепису населення 2002 року в селі мешкало 118 осіб. У тому числі 59 (50,00 %) чоловіків та 59 (50,00 %) жінок.
Переважна більшість мешканців — даргинці (100 % від усіх мешканців). У селі переважає північнодаргинська мова.